# Кондраков Данило Сергійович
Данило Сергійович Кондраков (нар. 19 січня 1998, Луганськ, Україна) — український футболіст, нападник російського клубу «КДВ».

## Життєпис
Данило Кондраков народився в Луганську. Займався у футбольній школі луганської «Зорі», перший тренер — Анатолій Баранов. Через збройний конфлікт на сході України, у 2015 році, переїхав у Запоріжжя, до дідуся по матері — Юрія Велігури, відомого українського баскетбольного тренера. Після переїзду в Запоріжжя займався у ДЮСШ «Металург», виступав за «Металург U-19» та «Спартак-КПУ».
У 2016 році став гравцем запорізького «Металурга», який виступав у аматорському чемпіонаті (3 гри), а пізніше заявився у Другу лігу. Відігравши за команду на професійному рівні 7 ігор, взимку 2017 року перейшов у стрийську «Скалу», де грав тільки за юнацьку команду в чемпіонаті U-19 (провів 9 ігор, забив 1 гол).
Влітку 2017 року став гравцем кропивницької «Зірки». Дебютував в українській Прем'єр-лізі 23 вересня 2017 року, на 80-й хвилині домашнього матчу проти донецького «Шахтаря» замінивши Ішема Ель-Амдауї.
У 2018 році, взимку, було оголошено, що Данило Кондраков переходить у ФК «Калуш», але він став гравцем клубу «Рух» (Винники)
У 2022 році перейшов до литовського клубу «Судува», протягом 2023—2025 пограв за низку болгарські «Пирин», «Ботев» (Враца), «Хебир» і мальтійський «Сліма Вондерерз»; влітку 2025 перейшов до друголігового російського «КДВ» з Томська.